# Amelia Earhart
Amelia Earhart (n. 24 iulie 1897, Atchison, Kansas - dispărută pe 2 iulie 1937 în Pacific; declarată moartă pe 5 ianuarie 1939) a fost un pioner în aviație, militantă angajată pentru susținerea drepturilor femeii și autoare americană.

## Biografie

### Tinerețe
Amelia Earhart a fost fiica juristului  Samuel Stanton Earhart (1868 - 1930) și a lui Amy Otis (1869 - 1962). A petrecut cea mai mare parte a copilăriei în casa bunicilor, deoarece tatăl ei era alcoolic.
Încă de când era copil, Amelia se comporta într-un mod neobișnuit în comparație cu celelalte fete de aceeași vârstă, se cățăra pe copaci, vâna șobolani cu arma etc. În 1915 a absolvit liceul cu rezultate excelente, iar din 1917 a lucrat în Boston ca soră medicală în cadrul armatei, în timpul Primului Război Mondial, în Canada, fiind angajată și pentru societate. În anul 1919 a început studiul medicinei la universitatea „Columbia University” din New York. După circa un an și-a întrerupt studiile și s-a reîntors acasă la părinți, pentru ca în anul 1920 să zboare pentru prima oară cu avionul, fiind hotărâtă să devină pilot. Deoarece costul orelor pentru zbor era de 1000 de dolari, părinții au refuzat finanțarea cursului de pilot. A practicat circa 28 de profesii până ce, în anul 1921, a putut lua primele ore de zbor de la Neta Snook. După numai șase luni, cu ultimii bani economisiți și-a cumpărat un avion „Kinner Airster”, cu care a stabilit recordul de înălțime de zbor, pentru femei, cu o altitudine de 4267 m.
În anul 1920, părinții ei au divorțat, iar Amelia s-a mutat împreună cu mama ei pe coasta de est a SUA. La insistențele mamei sale a vândut avionul, dar a cumpărat un automobil de tip sport. A lucrat în Boston ca învățătoare, fiind și angajată social.
Amelia Earhart a atras asupra ei atenția presei internaționale la data de 17 / 18 iunie 1928 ca prima femeie pasageră care traversează cu avionul Oceanul Atlantic, fiind sărbătorită și declarată „femeia anului” devenind un idol feminin.
La toate interviurile date, subliniază faptul că femeile nu sunt cu nimic mai prejos decât bărbații. În 1929 a contribuit la înființarea clubului piloților feminini „Ninety Nines”, cu scopul sprijinirii femeilor care vor să zboare cu avionul.
În anul 1931, s-a căsătorit cu scriitorul George P. Putnam (1887 - 1958), mentorul și admiratorul ei. Amelia s-a căsătorit cu oarecare rezerve, temându-se că familia îi va limita posibilitatea de a pilota. În anul 1932 a căutat să urmeze exemplul lui Charles Lindbergh, care a traversat singur pe 20/21 mai 1927 Oceanul Atlantic, însă din cauza timpului nefavorabil și a unor probleme tehnice a trebuit să întrerupă zborul în Irlanda de Nord, neajungând la Paris.
Amelia, femeia care a traversat de două ori Atlanticul, a primit de la președintele american, Herbert C. Hoover, medalia de aur „National Geographic Society”. La primirea distincției ea a făcut următoarea remarcă laconică: „Unele detalii ale zborului sunt exagerate”. Ea s-a angajat mai departe pentru drepturile femeii și recunoașterea poziției acesteia în societatea americană. Au urmat o serie de zboruri peste Pacific, între Honolulu (Hawaii) și Oakland (California), sau solo de la Mexico City la Newark (New Jersey).

## Dispariția sa
Înainte de a împlini vârsta de 40 de ani, a dorit să facă înconjurul pământului la ecuator. După ce parcursese deja trei pătrimi din zborul planificat, a decolat la data de 2 iulie 1937 de la Lae (Noua Guinee) zburând spre insula Howland din Pacific, unde nu a mai sosit niciodată.
Amelia Earhart a fost declarată moartă pe 5 ianuarie 1939, după aproape 2 ani de căutări fără succes.